# Rita Macedo
Rita Macedo (21 de abril de 1925 - 5 de dezembro de 1993) foi uma atriz mexicana. Ela apareceu em mais de 60 filmes, incluindo Nazarin, dirigido pelo diretor Luis Buñuel, em 1958. Em 1972, ganhou o prêmio Ariel de melhor atriz por sua atuação em Tú, yo, nosotros de Jorge Fons. Ela também atuou na televisão e no teatro.

## Vida pessoal
Ela foi casada com Luis de Llano Palmer, com quem teve dois filhos, Julissa, atriz e musicista, e Luis de Llano Macedo, renomado produtor de telenovelas.

## Morte
Em 5 de dezembro de 1993, Macedo cometeu suicídio após ser diagnosticada com câncer.

## Filmografia parcial
- La mujer dorada (1960)
- Donde comienza la tristeza (1960)
- Las modelos (1963)
- Traicionera (1963)
- La impostora (1965)
- La casa de las fieras (1967)
- Secreto para tres (1969)
- Las máscaras (1971)
- Hermanos Coraje (1972-1974)
- Entre brumas (1973)
- Los lunes... Teatro (1974)
- El manantial del milagro (1974)
- La tierra (1974)
- El milagro de vivir (1975)
- Paloma (1975)
- Mundos opuestos (1976)
- Pasiones encendidas (1978)
- Mi amor frente al pasado (1979)
- Otra vuelta de tuerca (1981)
- Una limosna de amor (1981)
- Soledad (1981)
- Videocosmos (1983)
- Herencia maldita (1986)
- Nuevo amanecer (1988)
- Alcanzar una estrella (1991)
- Baila conmigo (1992)